# カリム・コナテ
カリム・コナテ（Karim Konaté, 2004年3月21日 - ）は、コートジボワールゴー州出身のサッカー選手。レッドブル・ザルツブルク所属。コートジボワール代表。ポジションはFW。

## 経歴
2020年、ASECミモザのトップチームに昇格し、18試合で7得点を記録した。2022年、オーストリアのレッドブル・ザルツブルクに移籍し、すぐにセカンドチームにあたるFCリーフェリングにレンタル移籍した。

## 代表歴
コートジボワール代表として各年代でプレーした。